# 原子燃料公社
原子燃料公社（げんしねんりょうこうしゃ）は、かつて存在した日本の原子力関連組織。1955年、人形峠でウラン鉱床が発見されたことを受け、1956年8月10日に発足した。略称は原燃、及び原燃公社であるが、日本原燃との関連はない。
核原料物質の探鉱や核燃料の生産加工を行った。核物質の探鉱は主に人形峠で行われた。1957年には東海精錬所を設置。1959年には日本初の金属ウランの精製に成功した。核関連施設の設計を英国核化学プラント社（NCP）に発注したが、本設計の段階になって高額の請求を行ってきたため、1966年に仏国サンゴバン社（SGN）に再発注した。また、1966年にはMOX燃料の製造技術開発を始めている。
1967年10月2日に発足した動力炉・核燃料開発事業団に吸収された。
なお、フランスのコジェマ（Compagnie Générale des Matières Nucléaires:COGEMA）やイギリスの英国核燃料会社（British Nuclear Fuel Limited:BNFL）を、各々の国の原子燃料公社と呼ぶこともある。